# Nordwestliches Weinviertel

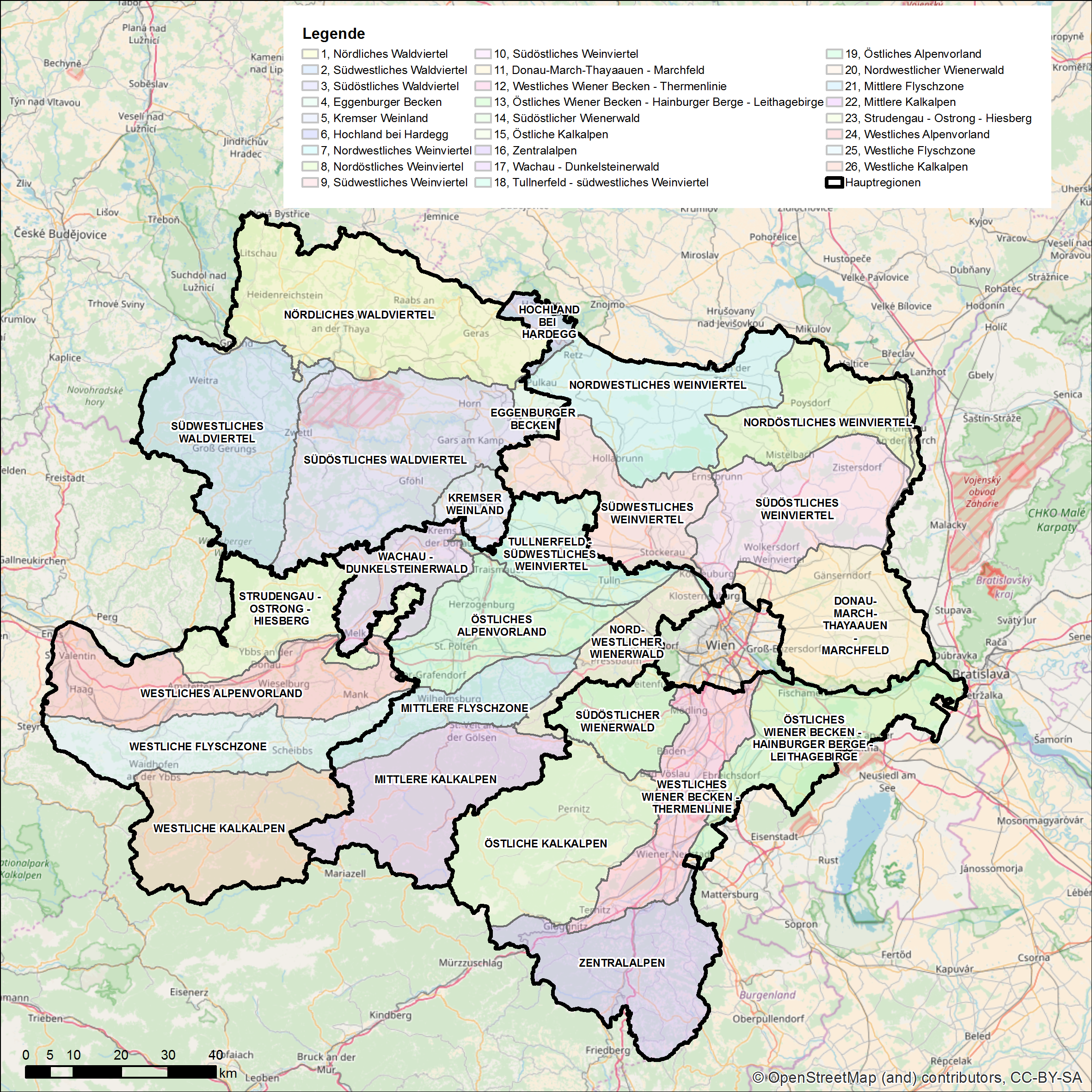
Die Regionen des NÖ Naturschutzkonzeptes

Das Nordwestliche Weinviertel wird im Naturschutzkonzept Niederösterreich als Region innerhalb der Hauptregion Weinviertel definiert. Die Größe wird dort mit ca. 943 km² angegeben. Die Regionengliederung ist ein Instrument der Raumplanung des Landes Niederösterreich.
Es setzt sich aus den landschaftlichen Teilräumen Buchberg, Ernstbrunner Wald, Laaer Bucht, Pulkau - Retzer  Hügelland, Wullersdorfer Hügelland und aus jenen 21 % des Eggenburger Beckens zusammen, die politisch zum Bezirk Hollabrunn gehören.

## Beschreibung
Intensiver Ackerbau prägen das Gebiet, fallweise wird aber auch Weinbau betrieben. Böden, die sich hingegen nicht für eine intensive Bewirtschaftung eignen, sind der ausgedehnte Ernstbrunner Wald, das Gebiet um den Buchberg und die Randlagen zum Waldviertel. Diese sind bewaldet und bieten vielschichtige Trockenlebensraumkomplexe. Besonders in der Übergangszone von den Waldflächen zu den Agrarflächen findet sich Weinbau, etwa zwischen Retz und Eggenburg oder nördlich des Buchberges und des Ernstbrunner Waldes. Die Agrarflächen sind aber ebenso mit Feldgehölzen und Hecken bepflanzt und bieten Lebensräume für zahlreiche gefährdete Tier- und Pflanzenarten.

## Schutzgebiete
In der Region liegt das Naturschutzgebiet Zwingendorfer Glaubersalzböden und die Landschaftsschutzgebiete Oberes Pulkautal und Retzer Hügelland. Teilweise in der Region befinden sich die Europaschutzgebiete FFH-Gebiet (AT1209A00) Westliches Weinviertel und das  Vogelschutzgebiet (AT1209000) Westliches Weinviertel.